# Rovná u Sokolova
Rovná (deutsch Ebmeth) ist eine Gemeinde in Tschechien. Sie liegt neun Kilometer südlich von Sokolov und gehört zum Okres Sokolov.

## Geographie

### Geographische Lage
Rovná befindet sich am Rande einer Hochebene im Nordwesten des  Kaiserwaldes.

### Gemeindegliederung
Die Gemeinde Rovná besteht aus den Ortsteilen Podstrání (Gaberhäuser) und Rovná (Ebmeth). Grundsiedlungseinheiten sind Bystřina (Reichenbach), Čistá (Lauterbach), Krásná Lípa (Schönlind), Milíře (Kohling), Podstrání, Rovná und Vranov (Frohnau). Außerdem gehört auch die Wüstung Chalupy (Ehrlich) zu Rovná.
Das Gemeindegebiet gliedert sich in die Katastralbezirke Bystřina u Rovné, Čistá u Rovné, Krásná Lípa u Rovné, Milíře u Rovné, Rovná u Sokolova und Vranov u Rovné.

### Nachbargemeinden
Nachbarorte sind Kamenice und Lobzy im Norden, Podstrání im Osten, Nová Ves und Prameny im Südosten, Krásná Lípa und Bystřina im Westen sowie Kostelní Bříza und Rudolec im Nordwesten.

## Geschichte
Das Dorf wurde durch deutsche Kolonisten gegründet. Die erste urkundliche Erwähnung von Ebnode erfolgte 1370 in einem Lehnsregister der Landgrafen von Leuchtenberg. Im Laufe der Jahre wandelte sich der Name in Ebmeth.  Weitere Besitzer des Ortes waren die Schlicken, die den Ort an die Herrschaft Falkenau anschlossen. Nach der Schlacht am Weißen Berg verließ die protestantische Linie dieses Geschlechts Böhmen. Ihr Besitz wurde konfisziert und 1622 an die Herren von Nostitz verkauft. 1785 bestand der Ort aus 52 Häusern. 1840 war Ebmeth auf 73 Häuser angewachsen und hatte 531 Einwohner.
Nach der Aufhebung der Patrimonialherrschaften bildete Ebmeth ab 1850 einen Ortsteil der Gemeinde Frohnau im Bezirk Falkenau. 1873 entstand die Gemeinde Ebmeth. 1930 lebten in Ebmeth 348 Einwohner, 1939 waren es 285. Nach dem Münchner Abkommen 1938 wurde die Gemeinde ins Deutsche Reich eingegliedert und gehörte bis 1945 zum Landkreis Falkenau an der Eger. Nach dem Ende des Zweiten Weltkrieges kam der Ort zur Tschechoslowakei zurück. 1946 erfolgte die Vertreibung der Deutschen. Das Dorf wurde nicht wieder besiedelt und in den Truppenübungsplatz Císařský les, später Truppenübungsplatz (VVP) Prameny eingegliedert. 1947 erhielt der geräumte Ort den Namen Rovná. Im selben Jahre wurden die Häuser bis auf die Grundmauern abgerissen. Nach der Aufhebung des VVP Prameny wurden 1954 die Fluren von Rovná aus dem Militärgebiet in die Gemeinde Kostelní Bříza angegliedert.
1961 bestand der Ort aus 9 Häusern und hatte 21 Einwohner. In Mitte der 1960er Jahre begann auf dem mittleren und oberen Teil des abgerissenen Dorfes der Bau eines sozialistischen Musterdorfes in Plattenbauweise. Zum 1. Jänner 1969 erhielt die Plattensiedlung den Status einer Gemeinde. Nach 1970 entstand in Rovná eine landwirtschaftliche Schule. 1975 wurden innerhalb der KPTsch kritische Ansichten über die Errichtung der Plattenbausiedlung geäußert. In den 1980er Jahren richtete die Philosophische Fakultät der Karls-Universität Prag in dem Musterdorf ein Studienzentrum für Studenten aus Entwicklungsländern ein. In dieser Zeit erwies sich das Modell als gescheitert. Wegen fehlender Arbeitsplätze im Ort setzte eine starke Abwanderung der Bewohner in die Industriegebiete des Falkenauer Beckens ein. Um diesem Trend entgegenzuwirken, wurden in den 1990er Jahren in Rovná Wolhynientschechen angesiedelt. Rovná bestand im Jahre 2001 aus 28 Häusern und hatte 598 Einwohner. Inzwischen sind die meisten der Plattenbauten stark sanierungsbedürftig.

## Sohn der Gemeinde
- Johann von Koch (1850–1915), Architekt und Hochschullehrer in Prag und Riga